# Goatse.cx
A goatse.cx (IPA: ɡoʊtsi_dɒt_ˌsiː_ˈɛks, ˈɡoʊtˌsɛks, gyakori rövidítéssel Goatse) eredetileg egy internetes shock site volt. Főoldalán a hello.jpg című kép volt látható, amelyen egy meztelen férfi két kezével szélesre tárja az ánuszát.
A kép internetes mém státuszba emelkedett, és gyakran használják tréfa gyanánt vagy weboldal-felülírásként ("website defacement"), annak gyanánt, hogy extrém reakciókat váltsanak ki az emberekből.
Annak ellenére, hogy a képet 2004-ben leszedték az oldalról, számtalan tükrözése van a weboldalnak.
A Gawker 2012 áprilisában bejelentette, hogy a képen látható férfi Kirk Johnson, egy amatőr pornósztár.
A weboldalnak négy szakasza volt.
2004-ben felfüggesztették a domaint, egy panasz miatt.
2007 januárjában újból felajánlották regisztrálásra a domaint. A címet a Variomedia regisztrálta.
Egy korai aukció arra, hogy eladják a domaint, 120 dollárnál kezdődött.
2007 áprilisában új aukciót indítottak, mivel az előző aukción hamis árajánlatokat tettek. Ezt újból hamis licitálók nyerték meg, így júliusban a SEOBidding.com bejelentette, hogy 500.000 dollárért kel el a weboldal, és pert indítanak a hamis licitálók ellen.
2010 májusától az oldal újból aktív, a következő üzenettel:
goatse.cx 'Stinger' 2.0 Beta is coming
Only 24 days to go until Goatse Stinger 2.0 goes beta on May 9, 2010!
Mivel több internet felhasználót is rávettek arra, hogy megnézzék az oldalt vagy a tükrözött változatát, internetes mém lett belőle.